# 女優志願
『女優志願』（じょゆうしがん、Stage Struck）は1958年のアメリカ合衆国の映画。
ゾーイ・エーキンズの戯曲に基づき、1933年の映画『勝利の朝』をリメイクした作品。シドニー・ルメット監督の作品で、出演はヘンリー・フォンダなど。また、クリストファー・プラマーの映画デビュー作となった。

## キャスト
| 役名                         | 俳優                     | 日本語吹替   | 日本語吹替 |
| 役名                         | 俳優                     | フジテレビ版 | TBS版      |
| ---------------------------- | ------------------------ | ------------ | ---------- |
| ルイス・イーストン           | ヘンリー・フォンダ       | 小山田宗徳   | 中村正     |
| エヴァ・ラブレス             | スーザン・ストラスバーグ | 阪口美奈子   | 富沢亜古   |
| ジョー・シェリダン           | クリストファー・プラマー |              | 神谷和夫   |
| リタ・ヴァーノン             | ジョーン・グリーンウッド |              | 弥永和子   |
| ロバート・ハーレイ・ヘッジス | ハーバート・マーシャル   |              | 宮川洋一   |
| ベニー                       | パット・ハリントン・Jr.  |              | 村松康雄   |
| ビクター                     | フランク・カンパネラ     |              | 小島敏彦   |
| アドリアン                   | ジョン・フィードラー     |              | 伊井篤史   |
| フランク                     | ジャック・ウェストン     |              | 及川智靖   |
| コンスタンチン               | ダニエル・オッコ         |              | 平林尚三   |

- フジテレビ版：初回放送1965年8月16日『テレビ名画座』
  - 再放送1970年7月31日 東京12ch 他
- TBS版：初回放送1984年9月16日『金曜ロードショー』

## スタッフ
- 監督：シドニー・ルメット
- 製作：スチュアート・ミラー
- 原作：ゾーイ・エーキンズ
- 脚本：ルース・ゲイツ、オーガスタ・ゲイツ
- 撮影：フランツ・プラナー、モーリス・ハーツバンド
- 編集：スチュアート・ギルモア
- 音楽：アレックス・ノース

日本語版
※TBS版
- 演出：長野武二郎
- 翻訳：大野隆一
- プロデューサー：安田孝夫
- 制作：ニュージャパンフィルム、TBS